# Arboys en Bugey
Arboys en Bugey ist eine französische Gemeinde im Département Ain in der Region Auvergne-Rhône-Alpes. Sie gehört zum Kanton Belley im Arrondissement Belley.

## Geografie
Die Gemeinde Arboys en Bugey liegt im Zentrum der Landschaft Bugey, fünf Kilometer südwestlich von Belley. Durch den Südwesten der Gemeinde fließt der Gland, die östliche Gemeindegrenze bildet der Furans. An der südwestlichen Gemeindegrenze befindet sich mit dem 778 m hohen Westhang des Gipfels La Graye in der Bergkette Montagne de Saint-Benoît der höchste Punkt in der Gemeinde. Nachbargemeinden sind Saint-Germain-les-Paroisses im Nordwesten, Andert-et-Condon im Norden, Belley im Nordosten, Brens im Osten, Peyrieu im Südosten, Prémeyzel im Süden, Groslée-Saint-Benoît im Südwesten und Conzieu und Colomieu im Westen.

## Geschichte
Arboys en Bugey entstand als Commune nouvelle durch ein Dekret vom 29. September 2015 mit Wirkung vom 1. Januar 2016, indem die bisherigen Gemeinden Arbignieu und Saint-Bois zusammengelegt wurden. Diese sind seither Communes déléguées. Arbignieu ist der Hauptort (Chef-lieu). Zudem gehören die Dörfer Crozet, Peyzieu, Silignieu, Thoys und Veyrin zur Gemeinde Arboys en Bugey.

### Bevölkerungsentwicklung
| Jahr                                                                                          | 1962 | 1968 | 1975 | 1982 | 1990 | 1999 | 2006 | 2012 | 2020 |
| Einwohner                                                                                     | 537  | 476  | 440  | 479  | 500  | 533  | 580  | 605  | 663  |
| Quellen: Cassini und INSEE, bis 2012 Addition der Vorgängergemeinden Arbignieu und Saint-Bois |      |      |      |      |      |      |      |      |      |

## Sehenswürdigkeiten
- Kirche Saint-Étienne in Arbignieu
- Kirche Saint-Baudille in Saint-Bois
- Kirche Saint-Pierre im Ortsteil Peyzieu

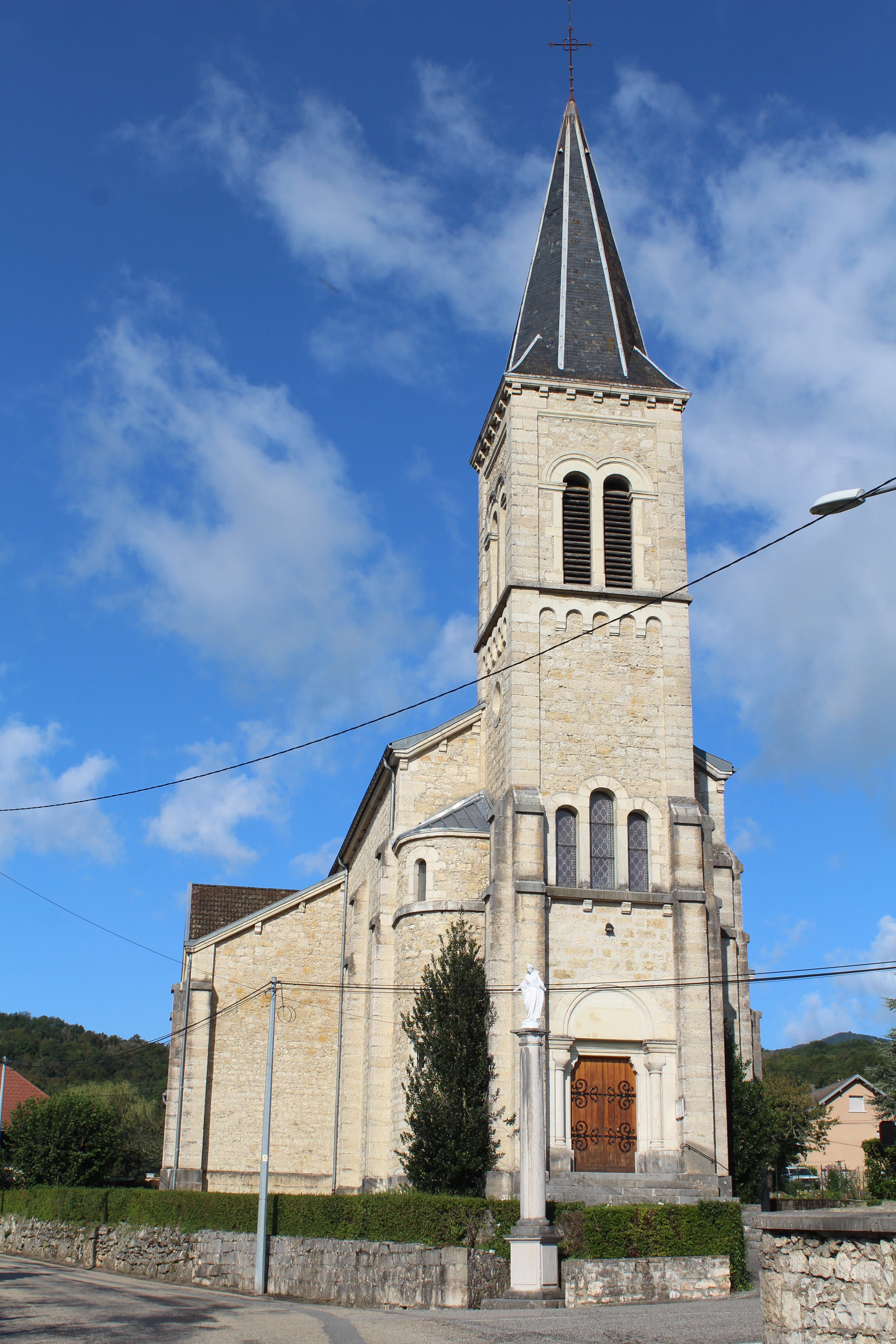
Kirche Saint-Étienne
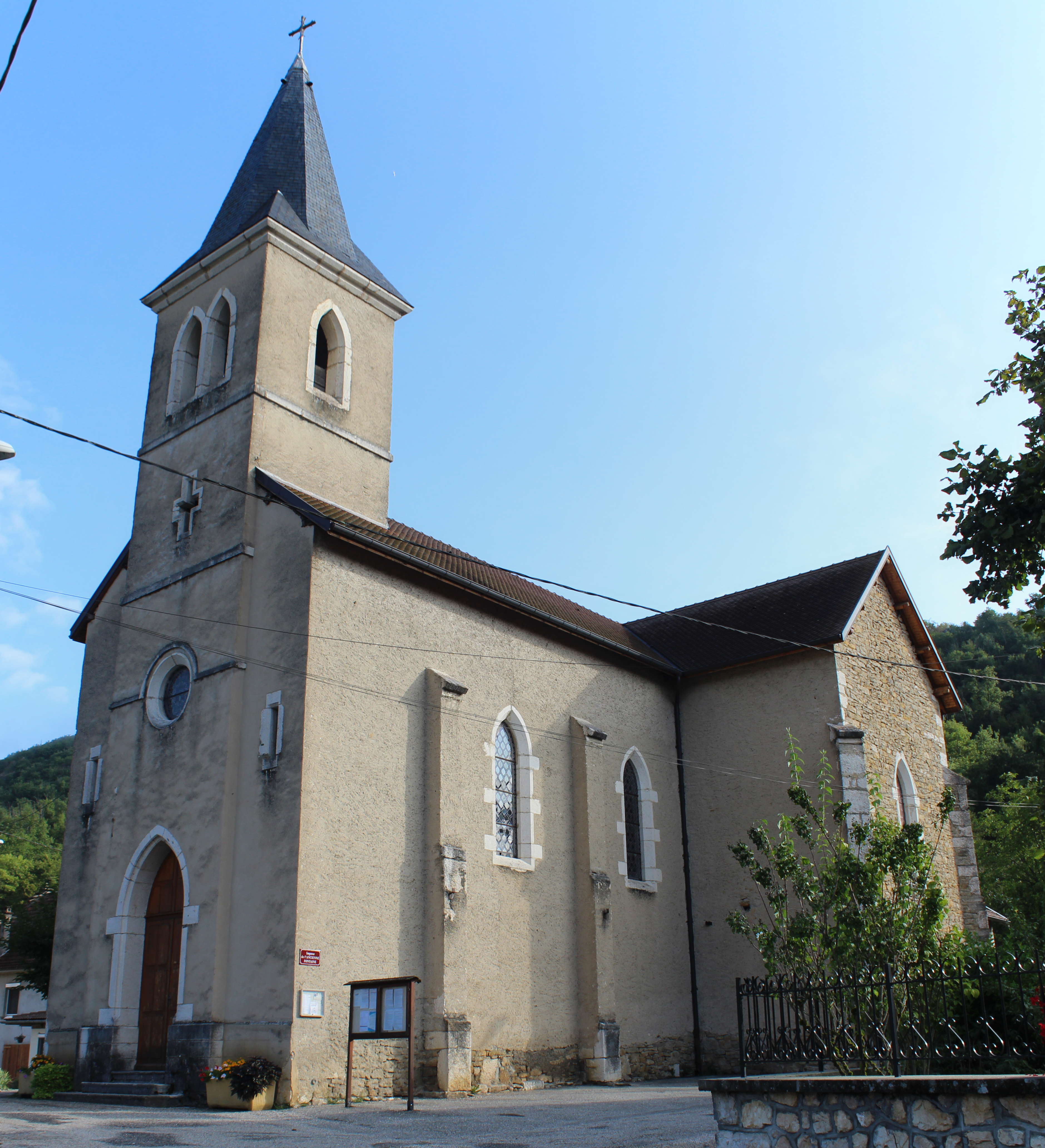
Kirche Saint-Baudille
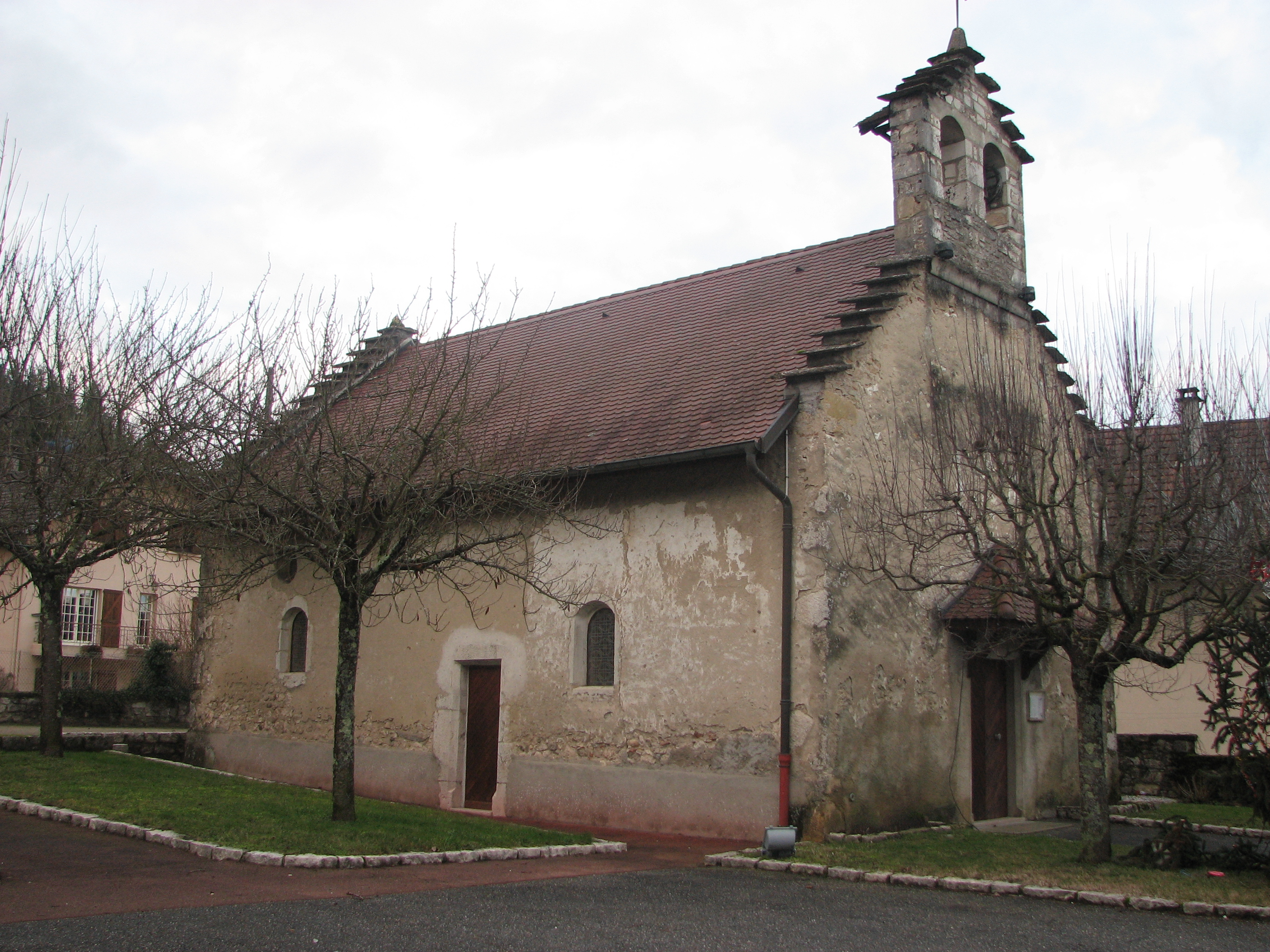
Kirche Saint-Pierre in Peyzieu
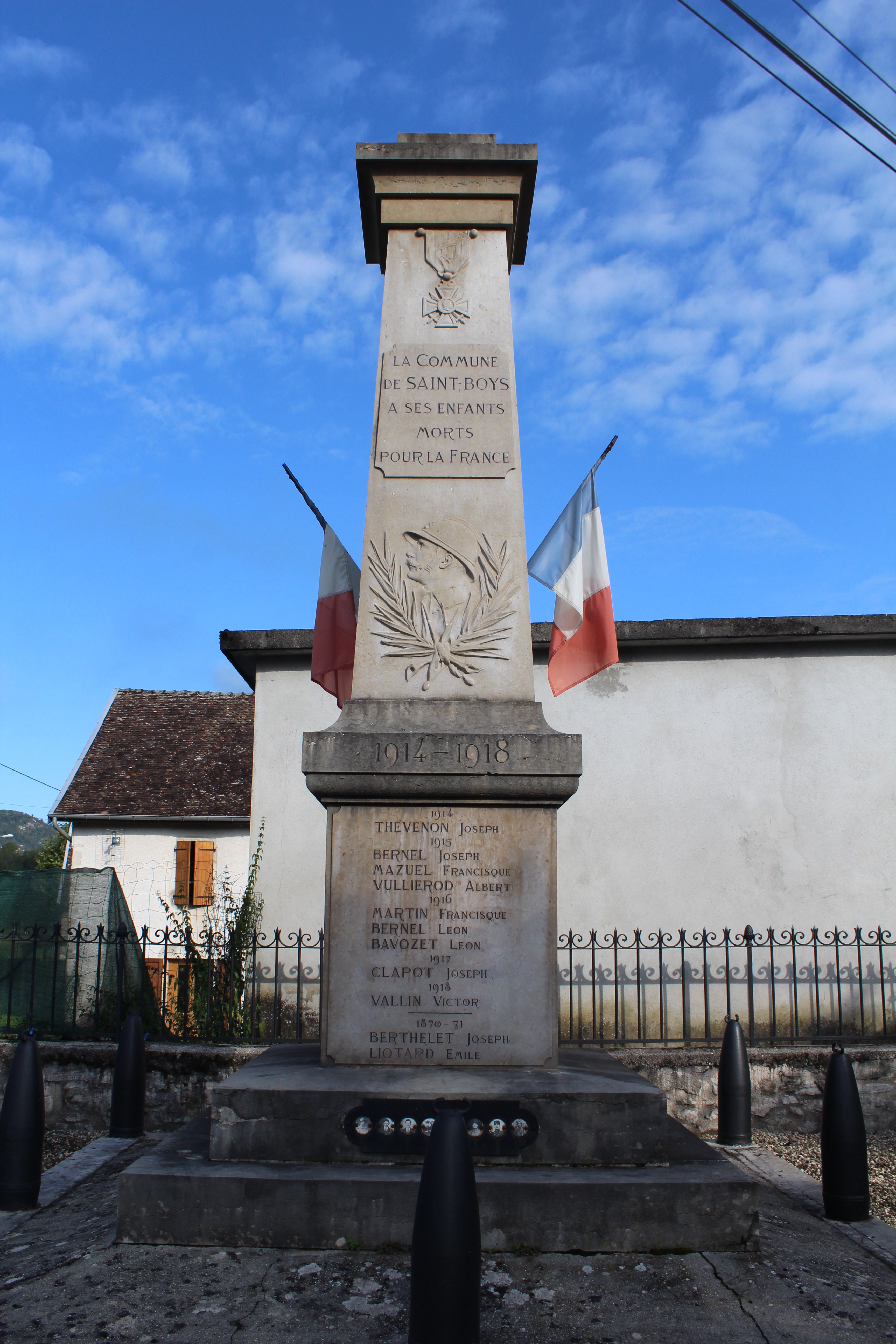
Gefallenendenkmal in Saint-Bois

## Weinbau
In Arbignieu gibt es zugelassene Rebflächen des Vin du Bugey.